# Забирохин, Борис Павлович
Бори́с Па́влович Забиро́хин (род. 29 сентября 1947 года) — российский художник-график. Заслуженный художник России, член Союза художников России.

## Биография
Борис Павлович Забирохин родился в 1947 году в Ленинграде. С 1961-го по 1964 год учился в школе при Таврическом художественном училище. С 1962-го по 1965 год — в школе № 190 при ЛВХПУ им. В. И. Мухиной. С 1965-го по 1970 год — студент этого вуза. С 1967-го по 1970 год участвовал в работе СНО, где сделал свои первые работы в технике офорта и литографии (руководитель В. И. Шистко, печатник Г. П. Пахаревский).
С 1973-го по 1978 год член молодёжного объединения ЛОСХ, с 1979 года член Союза художников СССР. С 1999 года является лидером творческого живописного объединения «Дети Архипа Куинджи».
Выставочную деятельность начал с 1968 года. Участник более 250 городских, зональных, всероссийских, международных выставок, участник и призёр международных конкурсов графики в России, Англии, Бельгии, Германии, Греции, Норвегии, Финляндии, Франции, Японии.
Работает в технике масляной и темперной живописи и в станковом эстампе, в котором виртуозное техническое мастерство Забирохина сочетается с богатством фантазии и глубоким творческим освоением пластов народной культуры.
В 1974 году художник впервые обратился к книжной графике. Проиллюстрировал более 30 книг, среди которых «Как гром греметь разучился» С. Низовского, «Новая АБЕВЕГА русских суеверий» М. Власовой, «Русские демономаны» Н. Лескова, «Белая лебедушка. Русские волшебные сказки». Для издательства «Редкая книга из Санкт-Петербурга» художник выполнил иллюстрации к книгам «Сказка о рыбаке и рыбке» А. С. Пушкина и «Сага о Греттире». Для издательства «Вита Нова» созданы иллюстрации к русским сказкам Афанасьева, книге «Песнь о нибелунгах», книгам «Старшая Эдда» и «Младшая Эдда» и «Колымским рассказам» В. Шаламова.
Борисом Забирохиным создано также более 100 экслибрисов.
В 2009 году на Международной биеннале иллюстрации в Братиславе за иллюстрации к сборнику А. Н. Афанасьева «Народные русские сказки» художник получил одну из высших наград — «Золотое яблоко» (BIB Golden Apple).
Забирохин — один из участников группового проекта в формате книги художника — Город как субъективность художника, для которого он сделал свою литографскую композицию "III Minds" (2019).
Произведения художника находятся в собраниях Эрмитажа, Русского музея, Третьяковской галереи, ГМИИ им. А. С. Пушкина, Российской национальной библиотеки, в художественных музеях Бристоля, Ватикана, Габрово, Лондона, Салоник, Праги и в других музеях и частных коллекциях России, Европы и США.

## Выставки
- 2013 Игорь Ганзенко и Борис Забирохин «Новая жизнь старых легенд» Музей А. С. Пушкина на Пречистенке, Москва, Россия
- 2013 Варлам Шаламов «Колымские рассказы». Международное общество «Мемориал» Москва, Россия
- 2013 Варлам Шаламов «Колымские рассказы». Научно-информационный центр «Мемориал» Санкт-Петербург, Россия
- 2012 Графика Бориса Забирохина Малый Манеж Санкт-Петербург, Россия
- 2011 «Сказочный мир Бориса Забирохина» Музей «Рантава» Калининград, Россия
- 2008 «Русские сказки» Борис Забирохин Межрайонная централизованная библиотечная система им. М. Ю. Лермонтова, Санкт-Петербург, Россия
- 2007 «Царскосельский пленер» Музей «Царскосельская коллекция», Пушкин, Россия
- 2005—2007 «Весь Петербург» Центральный выставочный зал «Манеж», Санкт-Петербург, Россия
- 2006 «Дети Архипа Куинджи» Новосибирский государственный музей, Новосибирск, Россия
- 2006 «Российский экслибрис» Центральный дом художника, Москва, Россия
- 2006 Персональная выставка «Крупным планом» Центральный выставочный зал «Манеж», Санкт-Петербург, Россия
- 2005 Персональная выставка, Штудгарт, Германия
- 2005 «Зеленый шум» Выставка пейзажа, Плес- Владимир, Россия
- 2005 «Весенняя выставка Союза художников» Выставочный зал Союза художников, Санкт-Петербург, Россия
- 2004 «Выставка художников из Санкт-Петербурга» Керченский государственный историко-культурный заповедник, Керчь, Украина
- 2004 «Из века в век. Павловск в творчестве наших современников» Государственный музей-заповедник г. Павловск, Павловск, Россия
- 2004 «Выставка одной книги. Саги об исландцах» Государственный Эрмитаж, Санкт-Петербург, Россия
- 2004 «Метафизическая реальность промзоны» Галерея "С. П. А. С. ", Санкт-Петербург, Россия
- 2004 «Всероссийская выставка» Москва, Россия
- 2003 «Дети Архипа Куинджи-5» Центр искусств им. С. Дягилева, Санкт-Петербург, Россия
- 2003 «Выставка экслибриса к 300-летию Санкт-Петербурга» Мемориальный музей- квартира Пушкина, Санкт-Петербург, Россия
- 2003 «Выставка из собрания Манежа» Центральный выставочный зал «Манеж», Санкт-Петербург, Россия
- 2002 «Дети Архипа Куинджи-4» Галерея "С. П. А. С. ", Санкт-Петербург, Россия
- 2001 «Дети Архипа Куинджи-3» Штутгарт, Германия
- 2001 «Монументальный пленэр» Галерея «На Бастионной», Псков, Россия
- 2001 «Дети Архипа Куинджи-2» Геликон-Опера, Москва, Россия
- 2000 «Дети Архипа Куинджи-1» Выставочный зал Союза художников, Санкт-Петербург, Россия
- 1999 «5 русских художников» Салоники, Камотиниф, Греция
- 1998 «Международный конгресс экслибриса» Центральный выставочный зал «Манеж», Санкт-Петербург, Россия
- 1998 «Персональная выставка» Галерея «С. П. А. С», Санкт-Петербург, Россия
- 1998 «5 биеннале графики в Калининграде» Калининград, Россия
- 1998 «Жизнь русской деревни» Найтон, Англия
- 1998 «Выставка русских художников» Хельсинки, Финляндия
- 1997 «Выставка Бориса Забирохина» Мемориальный музей-квартира А. С. Пушкина, Санкт-Петербург, Россия
- 1997 «Искусство каменного века. 200 лет литографии» «Невограф», Санкт-Петербург, Россия
- 1996 «Установление связей», США
- 1996 «Книжный сад» Саксес, Англия
- 1995 «Выставка печатной графики» Намюр-Димант, Бельгия
- 1994 «3 биеннале современной графики» Калининград, Россия
- 1994 «3 Триеннале графики» Шамальер, Франция
- 1994 «Выставка Петербургских художников» Версаль, Франция
- 1994 «Художники из Санкт-Петербурга» Музей в Вероне, Италия
- 1994 «Период перехода» Лондон, Кент, Уэлс, Корнуэл, Англия
- 1994 «15 биеннале современного экслибриса» Мальборк, Польша
- 1993 «Персональная выставка» Волгодская картинная галерея, Вологда, Россия
- 1993 «Trace-Idemedia/Credome» Париж, Франция
- 1993 «8 версий о России» Санкт-Петербург, Россия
- 1993 «Интерпроект-93» Санкт-Петербург, Россия
- 1993 «Международная биеннале графики» Маастрихт, Норвегия
- 1993 «Выставка работ Бориса Забирохина» Алезунд, Норвегия
- 1993 «8 биеннале малых форм графики» Лодзь, Польша
- 1993 «5 биеннале малых форм графики и экслибрисов» Острув-Велькопольский, Польша
- 1992 «Выставка Бориса Забирохина» Союз художников Викерзунда, Норвегия
- 1992 «A Time of Transition» Бристольский музей, Бристоль, Англия
- 1992 «14 биеннале современного экслибриса» Мальборк, Польша
- 1991 «4 биеннале малых форм графики и экслибриса» Остров Великопольский, Польша
- 1991 «Трое из России» Свольвер, Норвегия
- 1991 «Четыре Ленинградских художника» Москва, Россия
- 1991 «Графика Москвы и Ленинграда» Токио, Киото, Япония
- 1991 «Выставка Бориса Забирохина» Генеральное консульство США, Ленинград
- 1990 «13 биеннале современного экслибриса» Мальборк, Польша
- 1990 Калининградская биеннале современной графики, Калининград
- 1990 «Гуаши Бориса Забирохина» «Аврора», Ленинград
- 1990 «Графика малых форм СССР-90» Ленинград
- 1990 «10 Петербургских художников» Союз художников, Ленинград
- 1990 «Makinq link» Бристоль, Великобритания
- 1989 «9 Международная биеннале юмора и сатиры» Габрово, Польша
- 1989 «Makinq link» Бристоль, Великобритания
- 1989 «1 Выставка печатной графики» Бристоль, Великобритания
- 1989 «Графика Восточной Европы» Бристоль, Великобритания
- 1988 «Север глазами ленинградцев» Архангельский музей изобразительного искусства, Архангельск
- 1988 «Графика Восточной Европы» Бристоль, Великобритания
- 1988 «Выставка печатной графики» Лондон, Великобритания
- 1988 "3 Международная выставка миниатюры"Торонто, Канада
- 1987 «Выставка 70 лет Великого Октября» Выставочный зал Союза художников, Ленинград
- 1987 «12 художников из России» Лондон, Великобритания
- 1987 «Графика Бориса Забирохина» Таллин, Эстония
- 1987 Биеннале малых форм графики, Лодзь, Польша
- 1987 Международная выставка миниатюры, Торонто, Канада
- 1986 Международная выставка миниатюры, Торонто, Канада
- 1986 «Российский экслибрис» Великобритания, Португалия, Мексика, Куба
- 1985 Биеннале малых форм графики, Лодзъ, Польша
- 1984 Персональная выставка. Чайный домик, Летний сад, Ленинград
- 1968 Выставка «Манчестер — Ленинград», Манчестер, Великобритания